# Bronkopulmonell dysplasi
Denna artikel handlar om lungsjukdomen BPD. BPD används ibland också som förkortning för borderline personlighetsstörning
Bronkopulmonell dysplasi (BPD, även förkortat CLD) är skador på lungorna hos för tidigt födda barn, som beroende på skadans grad kan vara övergående eller utvecklas till ett livslångt sjukdomstillstånd. Orsaken till sjukdomen är försämrad tillväxt av redan underutvecklade lungor. Ökad inflammation orsakad av luftvägsinfektion eller långvarig respiratorvård bidrar till utvecklingen av sjukdomen.
Graden av BPD skattas i vecka 36 beroende på behovet av syrgas, CPAP eller mekanisk ventilation. Uttalad BPD är vanligast hos de allra tidigast födda prematura barnen (före vecka 28). Dessa barn behöver vanligen lång CPAP-behandling och därefter extra syre via grimma. Det kan i vissa fall bli så att barnet behöver fortsätta syrgasbehandling även efter hemgång från sjukhuset, men de flesta av dessa barn är syrgasfria inom 1-2 veckor. 
Det finns ingen behandling som botar BPD, men understödjande behandling med vätskedrivande och syrgas skapar förutsättningar för barnets normala utveckling. Barn med BPD kan tillfriskna med tiden då ny lungvävnad fortsätter att bildas under de första åren efter födseln.